# Малокарпатская площадь
Малокарпатская площадь (словац. Malokarpatské námestie) — единственная площадь в квартале Ламач/Lamač в городе Братислава, Словакия. На площади расположены торговые центры, детский сад и базовая школа, медицинский центр, почтовое отделение, кинотеатр. Почтовый код: 841 03
Площадь названа в честь прилегающего к ней горного хребта Малые Карпаты. До 1992 года площадь носила имя Вильгельма Пика (1876-1960), президента ГДР.